# Råbjerg Mile

Karta över Råbjerg Mile.

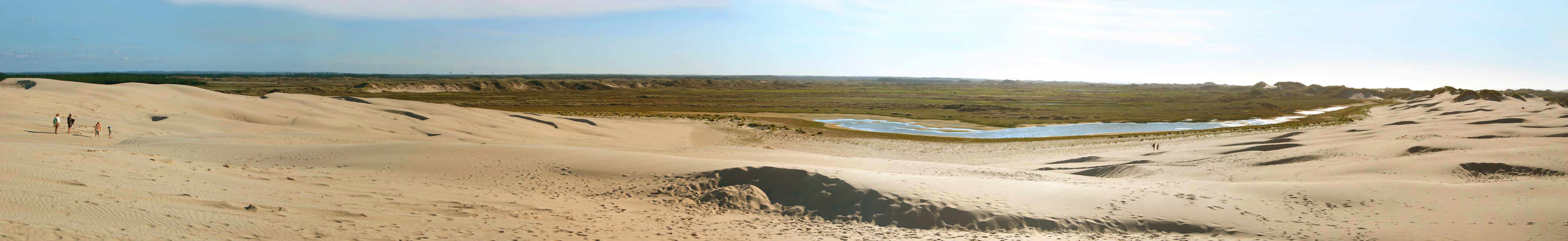
Råbjerg Mile.

Råbjerg Mile är en 41 meter hög vandrande dansk sanddyn, belägen vid Bunken Klitplantage mellan Skagen och Frederikshavn i Nordjylland. Den är den största i sitt slag i Danmark och i Europa och vandrar årligen omkring 15-20 meter. Den täcker ett område på cirka 2 kvadratkilometer (varav knappt 1 km² öppen sanddyn utan vegetation).
Sanddynen innehåller cirka 3,5 miljoner kubikmeter sand. Den tillåts vandra fritt, till skillnad mot övriga större sanddyner i Jylland, där sanden binds via klittplantager eller annan växtlighet. Sedan 1900 har Råbjerg Mile flyttat sig 1 500 meter, vilket tyder på att den om 100-200 år kommer att täcka huvudvägen till Skagen.